# Modularitätssatz
Der Modularitätssatz (früher Taniyama-Shimura-Vermutung) ist ein mathematischer Satz über elliptische Kurven und Modulformen. Er wurde 1958 von Yutaka Taniyama und Gorō Shimura vermutet und im Jahr 2001 von Christophe Breuil, Brian Conrad, Fred Diamond und Richard Taylor bewiesen, nachdem bereits Andrew Wiles im Jahr 1994 (veröffentlicht 1995) den wichtigsten und schwierigsten Fall der semistabilen Kurven gezeigt hatte. Der Satz und sein Beweis gelten als einer der großen mathematischen Fortschritte des 20. Jahrhunderts. Konsequenzen des Modularitätssatzes sind unter anderem der große Satz von Fermat und die Wohldefiniertheit der Vermutung von Birch und Swinnerton-Dyer, da über den Modularitätssatz eine analytische Fortsetzung der zur elliptischen Kurve gehörigen L-Funktion garantiert wird.
Heutzutage wird der Modularitätssatz als ein Spezialfall der sehr viel allgemeineren und wichtigeren Serre-Vermutung über Galois-Darstellungen gesehen. Diese wurde, aufbauend auf der Arbeit von Andrew Wiles, 2006 von Chandrashekhar Khare, Jean-Pierre Wintenberger und Mark Kisin bewiesen.
Vereinfacht besagt der Satz, dass jede über {\displaystyle \mathbb {Q} } definierte elliptische Kurve {\displaystyle E} modular ist, aus dieser also eine Modulform {\displaystyle f_{E}} des Gewichts 2 konstruiert werden kann. Diese kann als Differentialform auf einer zu {\displaystyle E} zugehörigen kompakten Riemannschen Fläche interpretiert werden. Auch möglich ist aber, {\displaystyle f_{E}} aus den Anzahlen der Lösungen der modulo {\displaystyle p} reduzierten Gleichung {\displaystyle E_{p}} zu definieren. Die Richtung {\displaystyle f\mapsto E}, also die Konstruktion einer elliptischen Kurve über {\displaystyle \mathbb {Q} } aus einer Modulform mit hinreichend guten Eigenschaften (Hecke-Eigenform, ganzzahlige Koeffizienten, …), war schon Taniyama und Shimura bekannt, und bewiesen. Die „Rückrichtung“ war Gegenstand ihrer Vermutung und gilt als deutlich schwerer zu zeigen. 

## Die Aussage des Modularitätssatzes

### Die komplex-analytische Version
Es sei
{\displaystyle \Gamma _{0}(N):=\left\{{\begin{pmatrix}a&b\\c&d\end{pmatrix}}\in {\text{SL}}_{2}(\mathbb {Z} )\ |\ c\equiv 0\mod N\right\}}
eine Kongruenzuntergruppe der Modulgruppe. Dabei heißt {\displaystyle N} auch Stufe der zugehörigen Modulform. Diese Gruppe operiert auf der oberen Halbebene {\displaystyle {\mathfrak {H}}} durch Möbiustransformation. Der Quotientenraum {\displaystyle Y_{0}(N):=\Gamma _{0}(N)\backslash {\mathfrak {H}}} ist eine nicht-kompakte Riemannsche Fläche. Durch Hinzunahme gewisser Punkte aus {\displaystyle \mathbb {Q} \cup \{i\infty \}} (den sogenannten Spitzen), kann man {\displaystyle Y_{0}(N)} kompaktifizieren und erhält so eine kompakte Riemannsche Fläche {\displaystyle X_{0}(N)} (Modulkurve). Die komplex-analytische Variante des Modularitätssatzes besagt, dass für jede elliptische Kurve {\displaystyle E=\mathbb {C} /\Lambda } über {\displaystyle \mathbb {C} } ({\displaystyle \Lambda } ein Gitter), mit zugehörigem Wert der j-Funktion {\displaystyle j(E)\in \mathbb {Q} }, ein {\displaystyle N\in \mathbb {N} } und eine nicht-konstante holomorphe Abbildung Riemannscher Flächen
{\displaystyle X_{0}(N)\rightarrow E}
existiert. Die Zahl {\displaystyle N} heißt der (modulare) Führer von {\displaystyle E}. Die Modulkurve parametrisiert die elliptische Kurve.
Eine elliptische Kurve, für die die hier gegebene Aussage wahr ist, heißt modular.
Die komplex-analytische Version des Satzes ist sehr schwach und a priori noch keine zahlentheoretische Aussage. Der eigentliche Modularitätssatz macht Aussagen für über den rationalen Zahlen definierte elliptische Kurven und besagt, dass alle elliptischen Kurven über {\displaystyle \mathbb {Q} } modular sind.

### L-Reihen-Version
Folgende Version der Vermutung macht eine Aussage über elliptische Kurven über {\displaystyle \mathbb {Q} }.
Sei {\displaystyle E} eine elliptische Kurve über {\displaystyle \mathbb {Q} } mit L-Reihe {\displaystyle L(E,s)} (für deren Definition siehe Vermutung von Birch und Swinnerton-Dyer). Dann gibt es ein {\displaystyle N\in \mathbb {N} } (den Führer) und eine Modulform {\displaystyle f\in S_{2}(N)} mit {\displaystyle L_{f}(s)=L(E,s)}. Hierbei ist {\displaystyle L_{f}(s)} die Hecke-L-Reihe von {\displaystyle f} (für die Definition siehe Zusammenhang von Modulformen und Dirichletreihen).
Aus der Theorie der Modulformen folgert man daraus leicht, dass {\displaystyle L(E,s)} eine analytische Fortsetzung und eine Funktionalgleichung besitzt. Dies spielt für die Wohldefiniertheit der Vermutung von Birch und Swinnerton-Dyer eine große Rolle.

### Algebraisch-geometrische Version
Aus der Theorie der Riemannschen Flächen folgt, dass die Modulkurve {\displaystyle X_{0}(N)} als ein Schema über {\displaystyle \mathbb {C} } definiert werden kann. Man kann zeigen, dass {\displaystyle X_{0}(N)} sogar ein Schema über {\displaystyle \mathbb {Q} } ist. Der Modularitätssatz postuliert nun für jede elliptische Kurve {\displaystyle E} einen surjektiven Morphismus
{\displaystyle X_{0}(N)\rightarrow E}
von algebraischen Kurven über {\displaystyle \mathbb {Q} } für ein N.

### Darstellungstheoretische Version
Sei {\displaystyle f\in S_{k}(N)} eine Modulform. Nach tiefen Sätzen von Pierre Deligne, Jean-Pierre Serre und Robert Langlands, kann man {\displaystyle f} eine zweidimensionale Galoisdarstellung
{\displaystyle \rho _{f,p}\colon {\text{Gal}}({\overline {\mathbb {Q} }}/\mathbb {Q} )\rightarrow {\text{GL}}_{2}(\mathbb {Q} _{p})}
zuordnen ({\displaystyle {\overline {\mathbb {Q} }}} ist der algebraische Abschluss von {\displaystyle \mathbb {Q} } in {\displaystyle \mathbb {C} }). Hier steht links die absolute Galoisgruppe und rechts die allgemeine lineare Gruppe des zweidimensionalen Vektorraums über dem Körper {\displaystyle \mathbb {Q} _{p}} der p-adischen Zahlen. Ebenso kann man jeder elliptischen Kurve {\displaystyle E} über {\displaystyle \mathbb {Q} } eine solche Galoisdarstellung {\displaystyle \rho _{E,p}} zuordnen.
Der Modularitätssatz besagt in diesem Fall, dass es für jede elliptische Kurve {\displaystyle E} über {\displaystyle \mathbb {Q} } eine Primzahl {\displaystyle p} gibt und eine Modulform {\displaystyle f\in S_{2}(N)} für ein {\displaystyle N}, so dass {\displaystyle \rho _{E,p}} und {\displaystyle \rho _{f,p}} äquivalent sind.
Dies ist die Version, die von Wiles bewiesen wurde.

## Skizzierung des Zusammenhangs zwischen der Taniyama-Shimura- und Fermats Vermutung
Fermats letzter Satz sagt aus, dass es keine positiven ganzzahligen Lösungen der Gleichung {\displaystyle a^{n}+b^{n}=c^{n}} für n größer als 2 gibt. Seit der französische Mathematiker Pierre de Fermat 1637 behauptet hatte, einen Beweis für diese Aussage gefunden zu haben – ohne diesen jedoch anzugeben oder in seinen schriftlichen Aufzeichnungen zu hinterlassen – haben Mathematiker einen Beweis für diese Aussage gesucht. Die Suche nach einem Beweis für Fermats letzten Satz hat die Zahlentheorie für mehr als zwei Jahrhunderte geprägt und wichtige Bausteine, wie die Idealtheorie von Ernst Eduard Kummer, wurden entwickelt, um den Satz zu beweisen.
Der Saarbrücker Mathematiker Gerhard Frey stellte 1986 eine Vermutung über einen Zusammenhang zwischen Fermats letztem Satz und der Taniyama-Shimura-Vermutung auf: Nimmt man an, dass Fermats letzter Satz falsch ist und es tatsächlich Lösungen der Gleichung {\displaystyle a^{p}+b^{p}=c^{p}} gibt, so ist die elliptische Kurve {\displaystyle y^{2}=x(x-a^{p})(x+b^{p})} wahrscheinlich nicht modular. Jean-Pierre Serre bewies das bis auf einen Rest, die Epsilon-Vermutung, die Ken Ribet 1990 bewies und damit zeigte, dass diese sogenannte Frey-Kurve (die zuvor schon Yves Hellegouarch betrachtet hatte) tatsächlich nicht modular ist (er benutzte die sogenannte „Level-lowering“-Methode, wobei „Level“ die Stufe der betrachteten Modulformen bezeichnet).
Mit anderen Worten: Wenn Fermats letzter Satz falsch ist, so auch die Taniyama-Shimura-Vermutung; ist die Taniyama-Shimura-Vermutung hingegen richtig, so muss auch Fermats letzter Satz richtig sein. Dabei genügte es zu zeigen, dass die Taniyama-Shimura-Vermutung für semistabile elliptische Kurven über den rationalen Zahlen gilt. Bei einer semistabilen elliptische Kurve {\displaystyle E} über den rationalen Zahlen gibt es nur schlechte Reduktionen vom semistabilen Typ. Dabei bedeutet schlechte Reduktion modulo p, dass die über dem endlichen Körper der ganzen Zahlen mod p definierte Kurve {\displaystyle E_{p}} (die Reduktion von {\displaystyle E} mod p) singulär wird. Ist die Singularität ein Doppelpunkt und keine Spitze, spricht man vom semistabilen Typ. In diesem Fall fallen in der Gleichung für die elliptische Kurve {\displaystyle y^{2}=f(x)} mit {\displaystyle f(x)} einem kubischen Polynom mit drei verschiedenen Wurzeln über {\displaystyle \mathbb {Q} } bei Reduktion mod p höchstens zwei Nullstellen zusammen. Gute Reduktion heißt, dass alle drei Nullstellen bei Reduktion mod p verschieden sind. Die elliptische Kurve ist semistabil, wenn sie nur gute Reduktionen hat oder die schlechten Reduktionen semistabil sind.
Da die Frey-Kurve semistabil ist, folgt der Beweis von Fermats letztem Satz aus der von Wiles bewiesenen Version des Modularitätssatzes.

## Bedeutung für die Mathematik
Das Taniyama-Shimura-Theorem ist ein Beispiel für die Vereinheitlichung der Mathematik; darunter wird die Etablierung von Zusammenhängen zwischen vormals als völlig verschieden betrachteten Gebieten der Mathematik verstanden, die Mathematiker in die Lage versetzt, Probleme, die in einem Gebiet nicht lösbar sind, in ein äquivalentes Problem eines anderen Gebietes zu übersetzen und dort ggf. zu lösen. In diesem Fall erfolgt die Vereinheitlichung durch die Theorie der Modulformen, die auch schon im Langlands-Programm ihre herausragende Bedeutung für die Zahlentheorie deutlich machten.

## Originalarbeiten
Folgende drei Veröffentlichungen enthalten den Beweis des Modularitätsatzes:
- Andrew Wiles: Modular Elliptic Curves and Fermat’s last theorem. Annals of Mathematics, 141 (1995), 443–551. doi:10.2307/2118559, pdf
- Richard Taylor, Andrew Wiles: Ring-theoretic properties of certain Hecke algebras. Annals of Mathematics 141 (1995), 553–572.
- Christophe Breuil, Brian Conrad, Fred Diamond, Richard Taylor: On the modularity of elliptic curves over Q: Wild 3-adic exercises (PDF; 1,1 MB), Journal of the American Mathematical Society 14 (2001), pp. 843–939. (Enthält den Beweis des Modularitätssatzes.)

In folgender Veröffentlichung wird Fermats letzter Satz auf den Modularitätssatz zurückgeführt:
- Ribet, K. A. From the Taniyama-Shimura Conjecture to Fermat’s Last Theorem. Annales de la faculté des sciences de Toulouse, 5e série, 11,1 (1990), p. 116–139